# Bruce Weber
Bruce Weber (Greensburg, 29 marzo 1946) è un fotografo e regista statunitense.

## Biografia
Celebre fotografo di moda, specializzato in particolare nel nudo maschile e nell'omoerotismo. È conosciuto dal grande pubblico per le sue campagne pubblicitarie per Gianni Versace, Umberto Ginocchietti Calvin Klein, Gucci, Neiman Marcus, Abercrombie & Fitch, Pirelli, Louis Vuitton, Estée Lauder, Revlon, Tommy Hilfiger, Elizabeth Arden, Giorgio Armani, Ralph Lauren, Banana Republic, Chanel, Salvatore Ferragamo e per i suoi lavori su Vogue, Arena Homme, GQ (nel quale, negli anni settanta apparvero i suoi primi lavori), Vanity Fair, Elle, L'Uomo Vogue, Life, Interview, W, Esquire e Rolling Stone. Ha inoltre girato videoclips per i Pet Shop Boys e Chris Isaak, e pubblicato numerosi libri fotografici, sia di nudo che di ritratto. È sposato con la fotografa e produttrice Nan Bush, con cui occasionalmente collabora. Bruce Weber è stato uno dei primi fotografi a scoprire e a lanciare a livello internazionale la supermodella Eva Riccobono.

## Filmografia

### Cortometraggi e documentari
- Broken Noses - documentario (1987)
- Let's Get Lost - Perdiamoci - documentario (1988)
- Backyard Movie - cortometraggio (1991)
- Gentle Giants - cortometraggio (1995)
- Chop Suey - documentario (2001)
- A Letter to True - documentario (2004)
- Liberty City Is Like Paris to Me - cortometraggio (2009)
- Brothers, Sisters, Sons, & Daughters: The Film - cortometraggio (2014)
- Its Great to Be Gronk - cortometraggio (2015)
- You've Lost That Loving Feeling for CR Magazine - cortometraggio (2015)
- Four Photographic Sonatas - cortometraggio (2015)
- Mr. Murray, Can I Have Your Autograph? - cortometraggio (2015)
- The Man Who Dreams Only of Surfing - cortometraggio (2015)
- Series 4: The Heroine - cortometraggio (2016)
- It had to be you, Natalia. - cortometraggio (2017)
- Nice Girls Don't Stay for Breakfast - documentario (2018)
- The Treasure of His Youth: The Photographs of Paolo Di Paolo - documentario (2021)

### Videoclip
- Everything Happens to Me di Chet Baker (1988)
- Being Boring dei Pet Shop Boys (1990)
- Blue Spanish Sky di Chris Isaak (1991)
- Se a vida é (That's the Way Life Is) dei Pet Shop Boys (1996)
- I Get Along dei Pet Shop Boys (2002)
- Light My Fire di Will Young (2002)

### Libri (monografie)
| Anno | Titolo                                                                        | Editore                                                      | Genere |
| ---- | ----------------------------------------------------------------------------- | ------------------------------------------------------------ | --- |
| 1977 | Looking Good: A Guide For Men                                                 | Hawthorn Books (U.S.A.)                                      | Di Charles Hicks tutte le foto sono di Bruce Weber |
| 1978 | Etre Beau: Un Guide Pour Les Hommes                                           | Guy Authier (Francia)                                        | edizione Francese di "Looking Good: A Guide For Men" |
| 1983 | Bruce Weber                                                                   | Twelvetrees Press (U.S.A.)                                   | Prima Monografia |
| 1984 | Interview Magazine                                                            | Andy Warhol/Interview (U.S.A.)                               | Numero Speciale sulle Olimpiadi, tutte le foto sono di Bruce Weber |
| 1984 | Photographs Of Athletes                                                       | Olympus Gallery (Gran Bretagna)                              | Pubblicato in occasione dell'omonima Mostra alla "Olympus Gallery" (Londra) |
| 1986 | O Rio De Janeiro                                                              | Alfred A. Knopf (U.S.A.)                                     | Monografia |
| 1986 | Summer Diary 1986                                                             | Conde Nast Italia (Vogue) (Italia)                           | Inserto Speciale del mensile "Per Lui", tutte le foto sono di Bruce Weber |
| 1987 | The Andy Book                                                                 | Shotaro Okada (Giappone)                                     | Monografia su "Andy Minsker" protagonista di "Broken Noses" |
| 1987 | Bruce Weber                                                                   | Idea Books (Italia)                                          | Catalogo dell'omonima Mostra a "Palazzo Fortuny" (Venezia) |
| 1988 | Bruce Weber                                                                   | Alfred A. Knopf (U.S.A.)                                     | Monografia |
| 1988 | Let's Get Lost: A Film Journal                                                | Little Bear Press (U.S.A.)                                   | Contiene foto Scattate durante la lavorazione del film "Let's Get Lost" |
| 1990 | Bear Pond                                                                     | Bulfinch Press (U.S.A.)                                      | Monografia |
| 1990 | Sam                                                                           | Little Bear Press (U.S.A.)                                   | Monografia su Sam Shepard e Jessica Lange |
| 1990 | Great Contemporary Nudes 1978-1990                                            | C-Two Gallery (Giappone)                                     | Catalogo dell'omonima mostra tenutasi a Tokyo (cofanetto contenente 3 libri dedicati ai 3 fotografi partecipanti: Weber, Robert Mapplethorpe e Herb Ritts) |
| 1991 | Bruce Weber                                                                   | Fahey Klein Gallery/Parco Exposure Gallery (U.S.A./Giappone) | Catalogo dell'omonima mostra alla Fahey Klein Gallery (New York) ed alla Parco Exposure Gallery (Tokyo) |
| 1991 | Calvin Klein Jeans                                                            | Conde Nast U.S.A. (Vogue) / Calvin Klein (U.S.A.)            | Inserto speciale del mensile Vanity Fair, tutte le foto sono di Bruce Weber |
| 1992 | Hotel Room With A View                                                        | Smithsonian Institution (U.S.A.)                             | Monografia della serie Photographers at Work |
| 1994 | Gentle Giants                                                                 | Bulfinch Press (U.S.A.)                                      | Monografia dedicata ai Terranova |
| 1994 | No Valet Parking                                                              | Photology (Italia)                                           | Pubblicato in occasione dell'omonima mostra alla Galleria Photology (Milano) |
| 1996 | A House Is Not A Home                                                         | Bulfinch Press (U.S.A.)                                      | Monografia |
| 1996 | You Can Take The Boy Out Of Vietnam But You Can't Take Vietnam Out Of The Boy | Conde Nast Italia (Vogue) (Italia)                           | Inserto speciale del mensile L'Uomo Vogue in occasione della mostra a Palazzo Reale (Milano) |
| 1997 | Branded Youth And Other Stories                                               | Bulfinch Press (U.S.A.)                                      | Monografia |
| 1997 | Calendario Pirelli                                                            | Pirelli (Italia)                                             | Calendario 1998 con Patricia Arquette • Georgina Grenville • Daryl Hannah • Shalom Harlow • Eva Herzigová • Kirsty Hume • Elaine Irwin Mellencamp • Milla Jovovich •Kiara Kabukuru • Tanga Moreau • Carolyn Murphy • Rachel Roberts • Stella Tennant e BB King • Bono • Paul Cadmus • Francesco Clemente • Kris Kristofferson • John Malkovich • Ewan McGregor • Dermot Mulroney • Dan O'Brien • Sonny Rollins • Kelly Slater • Fred Ward |
| 1999 | The Chop Suey Club                                                            | Arena Editions (U.S.A.)                                      | Monografia su Peter Johnson |
| 2000 | Shufly                                                                        | Little Bear Press (U.S.A.)                                   | Monografia |
| 2001 | Roadside America                                                              | TeNeues Publishing, Stern Portfolio (Germania)               | Monografia Nr. 22 della serie Stern Portfolio |
| 2001 | All-American                                                                  | Little Bear Press (U.S.A.)                                   | Primo libro della serie All-American |
| 2002 | All-American II/Short Stories                                                 | Little Bear Press (U.S.A.)                                   | Secondo libro della serie All-American |
| 2002 | Calendario Pirelli                                                            | Pirelli (Italia)                                             | Calendario 2003 con Alessandra Ambrosio • Mariacarla Boscono • Sophie Dahl • Yamila Díaz • Isabeli Fontana • Bridget Hall • Filippa Hamilton • Heidi Klum • Karolína Kurková • Jessica Miller • Sienna Miller • Rana Raslan • Eva Riccobono • Lisa Seiffert • Valentina Stilla • Natal'ja Vodjanova e Marcelo Boldrini • Stéphane Ferrara • Tomasino Ganesh • Alessandro Gassmann • Jak Krauszer • Ajay Lamas • Richie LaMontagne • Enrico Lo Verso • Davide Battista • Massimo Boninsegna • Giuseppe Conte • Luca di Marino • Pasquale Malzone • Raffaele Marciano • Alberto Perini • Serafino Roncacè |
| 2003 | All-American III/Family Album                                                 | Little Bear Press (U.S.A.)                                   | Terzo libro della serie All-American |
| 2003 | Hope: "A Letter To True"                                                      | Conde Nast Italia (Vogue) (Italia)                           | Inserto speciale del mensile L'Uomo Vogue |
| 2004 | All-American IV/Otherworldy                                                   | Little Bear Press (U.S.A.)                                   | Quarto libro della serie All-American |
| 2005 | Blood Sweat And Tears: Or How I Stopped Worrying And Learned to Love Fashion  | TeNeues Publishing (Germania)                                | Monografia |
| 2005 | Home Is Where The Heart Is                                                    | TeNeues Publishing, Stern Portfolio (Germania)               | Monografia Nr. 38 della serie Stern Portfolio |
| 2005 | Filmography                                                                   | CK Entertainment Company (Giappone)                          | Pubblicato in occasione della mostra alla Original True Gallery (Tokyo) |
| 2005 | All-American V/Is Love Enough?                                                | Little Bear Press (U.S.A.)                                   | Quinto libro della serie All-American |
| 2006 | Sex And Words                                                                 | Visionaire (U.S.A.)                                          | Monografia |
| 2006 | All-American VI/Larger Than life                                              | Little Bear Press (U.S.A.)                                   | Sesto libro della serie All-American |
| 2006 | Kate Moss Is The Girl That Got Away                                           | Conde Nast France (Vogue) (Francia)                          | Inserto speciale del mensile Vogue Hommes International su Kate Moss |
| 2007 | All-American VII/'Til I Get It Right                                          | Little Bear Press (U.S.A.)                                   | Settimo libro della serie All-American |
| 2008 | All-American VIII/Nature's Way                                                | Little Bear Press (U.S.A.)                                   | Ottavo libro della serie All-American |
| 2009 | Roberto Bolle - An Athlete In Tights                                          | TeNeues Publishing (Germania)                                | Monografia su Roberto Bolle |
| 2009 | Cartier I Love You                                                            | TeNeues Publishing (Germania)                                | Monografia su Cartier |
| 2009 | All-American IX/A Near-Perfect World                                          | Little Bear Press (U.S.A.)                                   | Nono libro della serie All-American |
| 2010 | Standing Tall: Portraits of the Haitian Community in Miami, 2003 - 2010       | Museum of Contemporary Art (North Miami) (U.S.A.)            | Pubblicato in occasione dell'omonima mostra al Museum of Contemporary Art |
| 2010 | All-American X/Written In The Stars                                           | Little Bear Press (U.S.A.)                                   | Decimo libro della serie All-American |
| 2011 | All-American XI/Just Life                                                     | Little Bear Press (U.S.A.)                                   | Undicesimo libro della serie All-American |
| 2012 | All-American XII/A Book Of Lessons                                            | TeNeues Publishing (Germania)                                | Dodicesimo libro della serie All-American |
| 2013 | All-American XIII/Born Ready                                                  | TeNeues Publishing (Germania)                                | Tredicesimo libro della serie All-American |

### Libri (collettivi)
- Rolling Stone: The Photographs, Simon & Schuster Editions; (1989)
- Pictures Of Peace, Alfred A. Knopf; (1991)
- Shock of the Newfoundland: Bruce Weber's canine camera, di Bruce Hainley e David Rimanelli, "Artforum International 33"; (Aprile 1995), pp. 78–81
- Il Tempo E La Moda, Skira; (Catalogo della Mostra: "Biennale Firenze", "Bruce Weber" espose al "Museo Ferragamo"), (1996)
- Rock and Royalty, di Gianni Versace,  Abbeville Press; (Febbraio 1997)
- The Male Nude, di David Leddick, Taschen, New York; (1998)
- Calendario Pirelli 1964-2004, Rizzoli; (2004)
- Heel To Heal; (2004)
- Paintings of New York, 1800-1950; (2005)
- Monica Bellucci, Rizzoli; (2010)
- Kate Moss, Rizzoli; (2012)